# Pseudolimnophila (Pseudolimnophila) eremnonota
Pseudolimnophila (Pseudolimnophila) eremnonota is een tweevleugelige uit de familie steltmuggen (Limoniidae). De soort komt voor in het Afrotropisch gebied.